# Agustín Da Rocha
Agustín Da Rocha Falero (Santa Lucía, 25 gennaio 2002) è un calciatore uruguaiano, centrocampista dell'Atenas.

## Carriera
Da Rocha è cresciuto nel settore giovanile del Nacional, dove è stato capitano della squadra B. Nel 2023 è stato ceduto in prestito al Racing Montevideo, con cui ha debuttato in Primera División il 20 agosto nell'incontro perso 1-0 contro il Boston River.

## Statistiche

### Presenze e reti nei club
Statistiche aggiornate al 25 maggio 2024.
| Stagione        | Squadra           | Campionato      | Campionato | Campionato | Coppe nazionali | Coppe nazionali | Coppe nazionali | Coppe continentali | Coppe continentali | Coppe continentali | Altre coppe | Altre coppe | Altre coppe | Totale | Totale | Totale |
| Stagione        | Squadra           | Comp            | Pres       | Reti       | Comp            | Pres            | Reti            | Comp               | Pres               | Reti               | Comp        | Pres        | Reti        | Pres   | Reti   |        |
| --------------- | ----------------- | --------------- | ---------- | ---------- | --------------- | --------------- | --------------- | ------------------ | ------------------ | ------------------ | ----------- | ----------- | ----------- | ------ | ------ | ------ |
| 2023            | Racing Montevideo | PD              | 5          | 0          | CU              | 1               | 0               |                    | -                  | -                  |             | -           | -           | 6      | 0      |        |
| Totale carriera | Totale carriera   | Totale carriera | 5          | 0          |                 | 1               | 0               |                    | -                  | -                  |             | -           | -           | 6      | 0      |        |